# Verconia
Verconia Pruvot-Fol, 1931 è un genere di molluschi nudibranchi della famiglia Chromodorididae.

## Tassonomia
Il genere comprende le seguenti specie:
- Verconia alboannulata (Rudman, 1986)
- Verconia aureopunctata (Rudman, 1987)
- Verconia catalai (Rudman, 1990)
- Verconia closeorum (Rudman, 1986)
- Verconia decussata (Risbec, 1928)
- Verconia haliclona (Burn, 1957)
- Verconia hongkongiensis (Rudman, 1990)
- Verconia laboutei (Rudman, 1986)
- Verconia nivalis (Baba, 1937)
- Verconia norba (Er. Marcus & Ev. Marcus, 1970)
- Verconia parva (Baba, 1949)
- Verconia protea (Gosliner, 1994)
- Verconia purpurea (Baba, 1949)
- Verconia romeri (Risbec, 1928)
- Verconia simplex (Pease, 1871)
- Verconia spencerensis (Rudman, 1987)
- Verconia subnivalis (Baba, 1987)
- Verconia sudanica (Rudman, 1985)
- Verconia varians (Pease, 1871)
- Verconia verconiforma (Rudman, 1995)
- Verconia verconis (Basedow & Hedley, 1905)